# 裕田中國
裕田中國發展有限公司（英語：Richly Field China Development Limited；港交所：00313），簡稱裕田中國，前稱德信集團控股有限公司，主要業務為商業加特色地產。

## 外部連結
- 裕田中國官方網站